# 大正デモクラシー
大正デモクラシー（たいしょうデモクラシー）とは、日本で1910年代から1920年代（概ね大正年間）にかけて起こった、政治・社会・文化の各方面における民本主義の発展、自由主義的な運動、風潮、思潮の総称である。信夫清三郎『大正デモクラシー史』（1954年）がこの言葉の初出である。
何をもって「大正デモクラシー」とするかについては諸説ある。政治面においては普通選挙制度を求める普選運動や言論・集会・結社の自由に関しての運動、外交面においては国民への負担が大きい海外派兵の停止を求めた運動、社会面においては男女平等、部落差別解放運動、団結権、ストライキ権などの獲得運動、文化面においては自由教育の獲得、大学の自治権獲得運動、美術団体の文部省支配からの独立、マルクス主義、アジア主義など、様々な方面から様々な自主的集団による運動が展開された。

## 期間
「大正デモクラシー」と呼称されるべき期間も諸説ある。
開始時期
1905年（明治38年）のポーツマス条約反対運動からとする説
1912年（大正元年）の第一次護憲運動からとする説
1918年（大正7年）の第一次世界大戦終結からとする説
終了時期
1923年（大正12年）の関東大震災までとする説
1925年（大正14年）の治安維持法の制定までとする説
1931年（昭和6年）の満洲事変までとする説
など、その定義内容に応じて変動するが、米騒動を含む点においては共通している。
世界でもこの時期には1911年（明治44年）の辛亥革命、1917年（大正6年）のロシア革命、1918年（大正7年）のドイツ革命、第一次世界大戦後のトルコ革命などが起きている。

## 背景
1905年（明治38年）、日露戦争はポーツマス条約により賠償金無しの終戦となったため、戦費獲得のための増税に苦しんでいた都市雑業層（当時の選挙制度では納税額が少ないために選挙権が無かった層）がこれに反発、日比谷焼き討ち事件を起こした。この動きは新聞記者や弁護士を通じて広まり、社会運動が広まる時代背景ができ上がっていった。
同じく1905年には東京で孫文率いる中国同盟会が結成されている。1911年（明治44年）に清朝の四川省で発生した鉄道国有化の反対運動をきっかけとして辛亥革命が勃発し、中国革命同盟会が中核となった革命軍は、翌1912年（民国元年、大正元年）に清朝を倒して中華民国を樹立した。この中国情勢の混乱を勢力圏拡大の好機と判断した陸軍大臣の上原勇作は、第2次西園寺内閣に対し朝鮮半島に2個師団を新設するよう提言した。しかし西園寺は日露戦争を要因とした財政難や国際関係の問題などを理由に拒否した為、上原は軍部大臣現役武官制を利用して西園寺内閣を内閣総辞職へ追い込み、陸軍主導の内閣を成立させようと画策した。
こうした背景の中、長州藩閥出身で陸軍の影響力が強い第3次桂内閣が組閣されたが、薩長藩閥政治への不満が高まっており、この桂内閣に対し国民世論の批判が高まった。また衆議院でも衆議院議員の尾崎行雄や犬養毅らが藩閥政治であるとして桂内閣を批判し、1912年（大正元年）、「閥族打破・憲政擁護」を掲げた第一次護憲運動が展開され、桂内閣は組閣してからわずか53日で内閣総辞職に追い込まれた（大正政変）。続いて設立された立憲政友会を与党とする第1次山本内閣は軍部大臣現役武官制の廃止など陸海軍の内閣への発言力を弱める改革に着手したが、海軍高官の贈賄事件（シーメンス事件）の影響により再び国民の批判を招き、1914年（大正3年）に内閣総辞職を余儀なくされた。

## 大正デモクラシーの流れ

### 民本主義と天皇機関説
1913年（大正2年）、石田友治らによって言論雑誌『第三帝国』が刊行され、また第一次世界大戦下の1916年（大正5年）には東京帝国大学の吉野作造により民本主義による政治が提唱されたこと（「憲政の本義を説いて其有終の美を済すの途を論ず」、『中央公論』1916年1月号等）を背景に、次第に普選運動が活発になっていった。また1912年（明治45年）3月美濃部達吉は『憲法講話』を著し天皇機関説を提唱した。それは天皇主権説に反対し、議会が独自の機能を持つことを理論的に基礎づけ、国家が統治権の主体であるべきと主張し政党内閣制を支持した。この説に対して上杉慎吉は天皇主権説の立場から批判を行ったが、天皇機関説は議会政治を実現する上での憲法解釈上の大きな根拠として度々取り上げられるようになった。
また吉野・美濃部の両人に加え、中央大学出身の長谷川如是閑や早稲田大学出身の大山郁夫といったジャーナリストや学者の発言も在り方に大きな影響を与えた。

### 米騒動
1917年（大正6年）のロシア革命に端を発して、同盟国のイギリスやアメリカの要請を受けて寺内内閣により第一次世界大戦終結直前の1918年（大正7年）7月12日にシベリア出兵宣言が出されると、需要拡大を見込んだ商人による米の買占め、売惜しみが発生し米価格が急騰した。
そのような中、富山県で発生した米問屋と住民の騒動は瞬く間に全国に広がり（米騒動）米問屋の打ち壊しや焼き討ちなどが2ヶ月間に渡り頻発した。

### 日本初の本格的政党内閣
格差の拡大や新聞社に対する言論の弾圧などの問題を孕んだ米騒動は、9月21日の寺内内閣の総辞職をもって一応の収まりを見せ、9月27日に「平民宰相」と呼ばれた原敬による原内閣が組織されるに至り、日本で初めての本格的な政党内閣が実現した。

### 第二次護憲運動
1923年（大正12年）12月27日に発生した、難波大助による摂政裕仁親王狙撃事件（虎ノ門事件）により、当時の第2次山本内閣（山本権兵衛首相）は総辞職に追い込まれ、枢密院議長であった清浦奎吾が後任の首相に就任した。しかし、清浦内閣はほぼ全ての閣僚が貴族院議員から選出された超然内閣であり、国民の間で再び憲政擁護を求める第二次護憲運動が起こった。
その結果立憲政友会・憲政会・革新倶楽部の護憲三派からなる加藤高明内閣が成立し普通選挙法が制定され、財産（納税額）によって制限される制限選挙から、満25歳以上全ての男子に選挙権が与えられることとなり、アジアで初の男子普通選挙が実現した。
一方、ロシア革命によって世界初の共産主義国家であるソビエト連邦が誕生、1922年（大正11年）には日本共産党が結党されるなど国民の一部に共産主義思想が広まり、共産主義革命（赤化）や、天皇制及び国家神道の動揺を懸念した政府は、治安維持法を制定し、共産主義的な運動に対しては規制がかけられる形となった。

### 女性の権利の獲得
明治の末年から大正デモクラシーの時期にかけて、女性参政権をはじめとした女性の権利を求める気運が女性の中から高まっていった。1919年（大正8年）11月に平塚らいてう、市川房枝、奥むめおらが設立した新婦人協会やガントレット恒子、久布白落実らが1921年（大正10年）に設立した日本婦人参政権協会（後に日本基督教婦人参政権協会）が女性運動を展開した。
大正デモクラシー中は女性参政権が実現することはなかったが、女性の集会の自由を阻んでいた治安警察法第5条2項の改正が1922年（大正11年）に行われたり、1933年（昭和8年）には女性が弁護士になることを可能とする、婦人弁護士制度制定（弁護士法改正）等、女性の政治的・社会的権利獲得の面でいくつかの重要な成果をあげた。
また1931年（昭和5年）には婦人参政権を条件付で認める法案がついに衆議院を通過するが、貴族院の反対で廃案に追い込まれた。結局、日本における女性参政権の実現は太平洋戦争敗戦後の1945年（昭和20年）になった。翌年の1946年（昭和21年）（第22回衆議院議員総選挙）の結果、日本初の女性議員39名が誕生する。

### 日本併合下の朝鮮・台湾での動き
1919年（大正8年）には朝鮮で三・一運動が発生した。その後も朝鮮人の権利を求める運動は続いたが、日本側の民本主義者とは温度差があった。
1920年代初めから1930年代半ばにかけて、台湾の住民による台湾議会設置運動が行われた。

### 昭和へ
1931年（昭和6年）の満洲事変の時期になると大正デモクラシーのエネルギーは排外主義・戦争支持へと流れていった。そこには満洲事変に熱狂する大衆の「発見」という現象があった。

## 後世の評価
大正デモクラシーは戦後民主主義を形成する遺産として大きな意味を持ったと指摘する論者もライシャワーをはじめ数多い。また、石橋湛山は自著『大正時代の真評価』において大正時代を「デモクラシーの発展史上特筆大書すべき新時期」と評価している。
太平洋戦争末期の1945年7月に、連合国から大日本帝国に対して提示されたポツダム宣言が第10条で「日本政府は日本国国民における民主主義的傾向の復活を強化し、これを妨げるあらゆる障碍は排除するべきであり、言論、宗教及び思想の自由並びに基本的人権の尊重は確立されるべき」と言及しており、萌芽はこの当時既にあったことを記す内容となっている。
一方で、「『国民』の意見や要求が排外的になった、そのゆえにあらたな方向に舵を取り、ファシズムという事態に入り込んでいった」（成田龍一）など1920年代と1930年代の連続性を強調する説もある。
「デモクラシー」という言葉は当時実際に流行したものであるが、「大正デモクラシー」という名称は、歴史学者の信夫清三郎（信夫淳平三男）が1954年（昭和29年）に自著『大正デモクラシー史』でその呼称を提唱して以来、定着した語である。その定義や内容も曖昧であることや、大正年間が始まる前からの動きであると見る点から、江口圭一、井上清、伊藤隆などこの語句を不適当であると否定する歴史家も存在する。
この時代の思想を基本とする保守派知識人達（具体的人物は吉田茂、岡崎久彦）は戦後世代から「オールドリベラリスト」（古典的自由主義者）と呼ばれる。